# 白木山駅
白木山駅（しらきやまえき）は、広島県広島市安佐北区白木町大字三田にある、西日本旅客鉄道（JR西日本）芸備線の駅である。かつては、当駅のみ通過する普通列車が存在した。

## 歴史
- 1930年（昭和5年）1月1日：芸備鉄道の白木山口停留場として開設[1]。
- 1937年（昭和12年）7月1日：芸備鉄道国有化に伴い停車場となる[1]。同時に白木山駅（しらきやまえき）に改称[1]。
- 1941年（昭和16年）8月10日：ガソリンカー使用停止に伴い廃止[1]。
- 1963年（昭和38年）12月5日：白木山駅として復活[3]。旅客のみ取り扱う駅員無配置駅[4]。
- 1973年（昭和48年）11月1日：国鉄（→JR）の特定都区市内制度における「広島市内」の駅となる[5][注釈 1]。
- 1987年（昭和62年）4月1日：国鉄分割民営化によりJR西日本に承継[1]。
- 2018年（平成30年）7月7日：狩留家駅との間にある三篠川に架かる鉄橋が平成30年7月豪雨による濁流で橋脚ごと流出、広島駅方面の線路が不通になる。
- 2019年（令和元年）10月23日：狩留家駅 - 中三田駅間運転再開[6][7]。
- 2024年（令和6年）11月末：自動券売機を撤去[8]。

## 駅構造
広島方面に向かって左側に単式ホーム1面1線を有する地上駅（停留所）。カーブの途中にホームが設置されているため、列車は車体が傾いたまま停車する。駅舎は無く、ホーム上に待合所がある。
広島駅管理の無人駅。JRの特定都区市内制度における「広島市内」の駅である。

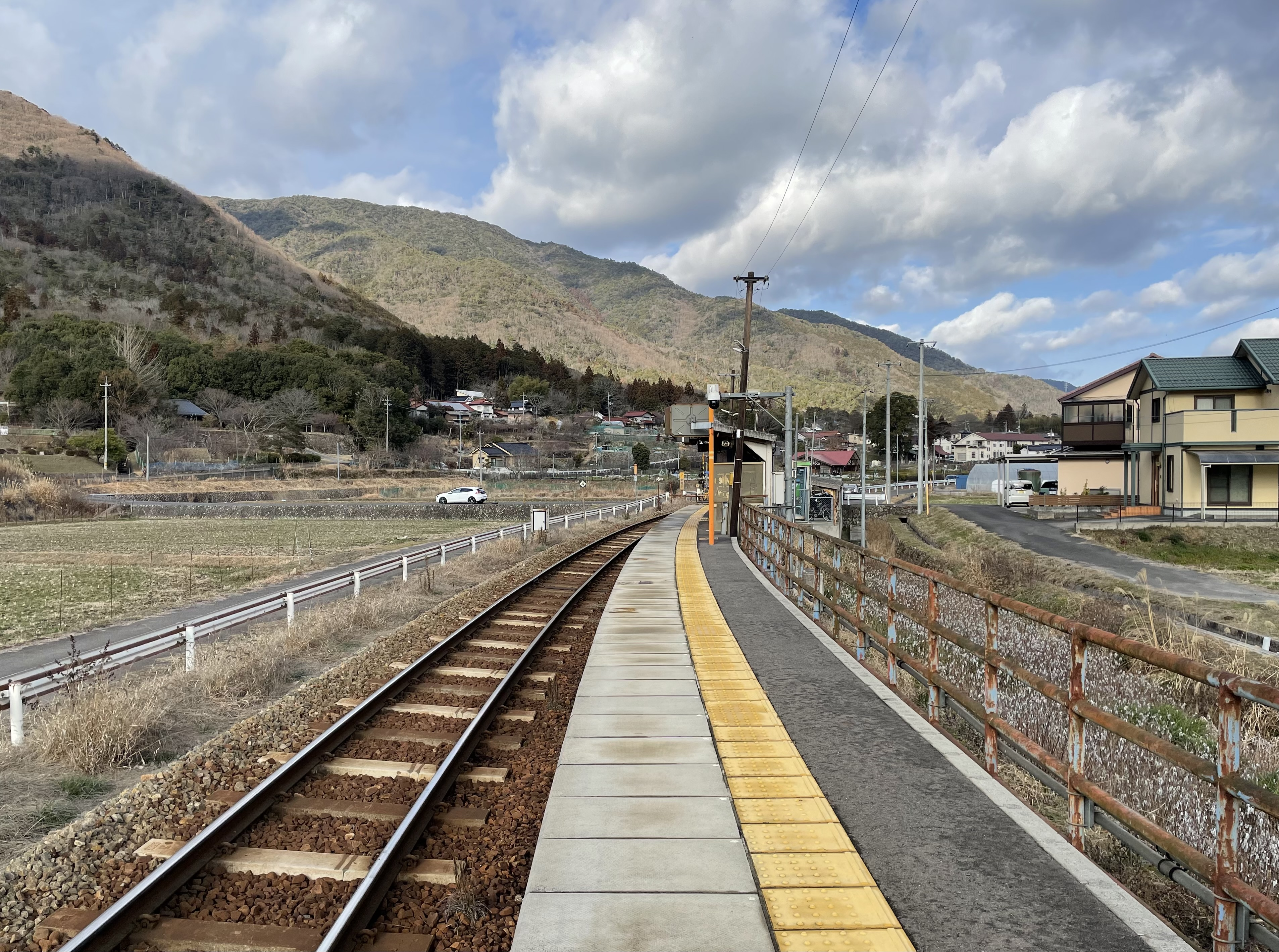
ホーム（2024年1月）

## 利用状況
以下の情報は、広島市統計書及び広島市勢要覧に基づいたデータである。
| 年度               | 1日平均 乗車人員 | 年度毎 総数 | 定期券 総数 | 普通券 総数 |
| ------------------ | ---------------- | ----------- | ----------- | ----------- |
| 1974年（昭和49年） | 131.9            | 96,282      | 75,376      | 20,906      |
| 1975年（昭和50年） | 184.8            | 135,295     | 106,750     | 28,545      |
| 1976年（昭和51年） | 219.7            | 160,401     | 124,960     | 35,441      |
| 1977年（昭和52年） | 226.9            | 165,655     | 134,066     | 31,589      |
| 1978年（昭和53年） | 232.2            | 169,522     | 139,512     | 30,010      |

以上の1日平均乗車人員は、乗車数と降車数が同じであると仮定し、年度毎総数を365（閏年が関係する1975年は366）で割った後で、さらに2で割った値を、小数点第二位で四捨五入。小数点一位の値にした物である。
| 年度                | 1日平均 乗車人員 |
| ------------------- | ---------------- |
| 1979年（昭和54年）  | 223              |
| 1980年（昭和55年）  | 225              |
| 1981年（昭和56年）  | 242              |
| 1982年（昭和57年）  | 243              |
| 1983年（昭和58年）  | 234              |
| 1984年（昭和59年）  | 226              |
| 1985年（昭和60年）  | 224              |
| 1986年（昭和61年）  | 213              |
| 1987年（昭和62年）  | 216              |
| 1988年（昭和63年）  | 212              |
| 1989年（平成 元年） | 206              |
| 1990年（平成02年）  | 213              |
| 1991年（平成03年）  | 211              |
| 1992年（平成04年）  | 207              |
| 1993年（平成05年）  | 208              |
| 1994年（平成06年）  | 207              |
| 1995年（平成07年）  | 215              |
| 1996年（平成08年）  | 231              |
| 1997年（平成09年）  | 226              |
| 1998年（平成10年）  | 218              |
| 1999年（平成11年）  | 214              |
| 2000年（平成12年）  | 204              |
| 2001年（平成13年）  | 199              |
| 2002年（平成14年）  | 183              |
| 2003年（平成15年）  | 189              |
| 2004年（平成16年）  | 192              |
| 2005年（平成17年）  | 187              |
| 2006年（平成18年）  | 189              |
| 2007年（平成19年）  | 193              |
| 2008年（平成20年）  | 188              |
| 2009年（平成21年）  | 169              |
| 2010年（平成22年）  | 162              |
| 2011年（平成23年）  | 159              |
| 2012年（平成24年）  | 162              |
| 2013年（平成25年）  | 166              |
| 2014年（平成26年）  | 154              |
| 2015年（平成27年）  | 155              |
| 2016年（平成28年）  | 148              |
| 2017年（平成29年）  | 155              |
| 2018年（平成30年）  | 99               |
| 2019年（令和 元年） | 104              |
| 2020年（令和02年）  | 110              |
| 2021年（令和03年）  | 103              |
| 2022年（令和04年）  | 102              |

乗車数グラフ

## 駅周辺
駅正面は住宅が立ち並んでいる。その先には三篠川を渡ったところに主要地方道広島三次線が走り、県道沿いにスーパーやホームセンターがある。駅裏（ホームの反対）側は道を挟み田畑が広がっており長閑である。その先には駅名にもなっている白木山がそびえている。土曜・日曜にはこの山を訪れるハイキング客で賑わう。
- 西福寺
- 順覚寺
- 別当山
- 白木山登山口
- 広島県道37号広島三次線
- ショージ白木店（スーパーマーケット）
- 広島市市民農園

## 隣の駅
西日本旅客鉄道（JR西日本）
 芸備線
■快速「みよしライナー」
通過
■普通
中三田駅 - 白木山駅 - 狩留家駅 (JR-P09)